# Calcinaia
Calcinaia település Olaszországban, Toszkána régióban, Pisa megyében. Lakosainak száma 12 738 fő (2023. január 1.). Calcinaia Bientina, Cascina, Pontedera, Santa Maria a Monte és Vicopisano községekkel határos.

## Népesség
A település népessége az elmúlt években az alábbi módon változott:
| Lakosok száma | 12 476 | 12 582 | 12 738 |
|               | 2017   | 2018   | 2023   |